# Jiří Kladrubský
Jiří Kladrubský (* 19. November 1985 in Budweis) ist ein ehemaliger tschechischer Fußballspieler. Der Abwehrspieler stand zuletzt bei Dynamo Budweis unter Vertrag.

## Vereinskarriere
Jiří Kladrubský fing mit dem Fußballspielen beim Dynamo Budweis an, wo er Anfang 2004 aus der A-Jugend in den Ligakader übernommen wurde. In der Gambrinus-Liga debütierte der Verteidiger am 28. März 2004 beim 4:1 seiner Mannschaft gegen den SFC Opava. Darüber hinaus spielte er drei Mal für in der 3. Liga (ČFL) für das B-Team. In der folgenden Saison bestritt Kladrubský 31 Spiele für die Reservemannschaft, in der ersten Liga kam er zu nur einem Einsatz am vorletzten Spieltag gegen Slovan Liberec.
Im Sommer 2005 wurde der Abwehrspieler für ein halbes Jahr an den Drittligisten Tatran Prachatice ausgeliehen, für den er ein Tor in elf Spielen schoss. Nach seiner Rückkehr nach České Budějovice lief er regelmäßig für die zwischenzeitlich in die 2. Liga abgestiegene Mannschaft auf, der mit Kladrubský in der Aufstellung der sofortige Wiederaufstieg gelang.
In der Spielzeit 2006/07 gehörte Jiří Kladrubský zu den Leistungsträgern seiner Mannschaft und verpasste nur 145 von 2700 möglichen Spielminuten. Nachdem sich Sparta Prag zuvor schon ein Vorkaufsrecht an dem Talent gesichert hatte, wurde Kladrubský im Juni 2007 von den Hauptstädtern verpflichtet und unterschrieb dort einen Vierjahresvertrag.  Im Juni 2011 hat er beim Slovan einen Drei-Jahres-Vertrag unterschrieben.

## Nationalmannschaft
Schon durch Kladrubskýs gute Leistungen in der 2. Liga wurde U-21-Nationaltrainer Ladislav Škorpil auf den Verteidiger aufmerksam, der am 15. August 2006 beim 0:1 gegen Serbien in der tschechischen U-21-Auswahl debütierte und danach regelmäßig berufen wurde.
Am 21. November 2007 feierte Kladrubský sein Debüt in der tschechischen A-Nationalmannschaft.